# Merwin
Merwin és una població dels Estats Units a l'estat de Missouri. Segons el cens del 2000 tenia 83 habitants.

## Demografia
Segons el cens del 2000, Merwin tenia 83 habitants, 32 habitatges, i 22 famílies. La densitat de població era de 228,9 habitants per km².
Dels 32 habitatges en un 43,8% hi vivien nens de menys de 18 anys, en un 56,3% hi vivien parelles casades, en un 9,4% dones solteres, i en un 31,3% no eren unitats familiars. En el 28,1% dels habitatges hi vivien persones soles el 15,6% de les quals corresponia a persones de 65 anys o més que vivien soles. El nombre mitjà de persones vivint en cada habitatge era de 2,59 i el nombre mitjà de persones que vivien en cada família era de 3,14.
Per edats la població es repartia de la següent manera: un 32,5% tenia menys de 18 anys, un 3,6% entre 18 i 24, un 34,9% entre 25 i 44, un 19,3% de 45 a 60 i un 9,6% 65 anys o més.
L'edat mediana era de 36 anys. Per cada 100 dones de 18 o més anys hi havia 86,7 homes.
La renda mediana per habitatge era de 23.125 $ i la renda mediana per família de 26.250 $. Els homes tenien una renda mediana de 28.750 $ mentre que les dones 23.750 $. La renda per capita de la població era de 10.038 $. Entorn del 23,3% de les famílies i el 27,4% de la població estaven per davall del llindar de pobresa.

## Poblacions més properes
El següent diagrama mostra les poblacions més properes.